# Sezze
Sezze (Sézze /ˈsetʦe/) è un comune italiano di 23 746 abitanti della provincia di Latina nel Lazio.
Talvolta il paese è ufficiosamente citato come Sezze Romano, nome però che appartiene alla sola stazione ferroviaria (a cui l'aggettivazione Romano fu attribuita dalle Ferrovie dello Stato agli inizi del 1900 per dirimere un'apparente omonimia, nel solo ambito ferroviario, con l'allora Sezzè in provincia di Alessandria).

## Geografia fisica
(Marziale Epigrammi, XIII, 112)

### Territorio
Nel territorio comunale, che si estende tra l'agro Pontino e i monti Lepini, sorge e scorre il fiume Ufente e si innalzano le cime del Monte del Cerro, del Monte Forcino, del Monte Fulcino e del Monte Rotondillo.

### Clima
- Classificazione climatica: zona D, 1661 GG

## Origini del nome
Tradizionalmente, il nome latino della città, Setia, è fatto risalire alle gesta del mitico fondatore, Ercole. Il nome moderno Sezze continua la forma latina di locativo Setiae, ma nei secoli passati era usata anche la forma Sezza, regolarmente derivata da Setia. Il nome degli abitanti esiste sia nella forma che continua il latino, Setini, sia in quella derivata dal nome moderno, Sezzesi. Talvolta il paese è impropriamente indicato come Sezze Romano, che è in realtà la denominazione data, all'inizio del Novecento, alla sola stazione ferroviaria del paese, che allora faceva parte della provincia di Roma. Ciò fu fatto per ovviare, nelle comunicazioni telegrafiche, alla quasi omonimia con la città piemontese di Sezzè, anch'essa sede di una stazione. Nel 1916 Sezzè adotto l'attuale nome di Sezzadio e nel 1934 Sezze passò dalla provincia di Roma alla neocostituita provincia di Littoria, ma l'aggettivo Romano non fu più cassato nel nome della stazione. Esso non fa e non ha comunque mai fatto parte della denominazione ufficiale del paese.

## Storia
Secondo la leggenda, il mitico fondatore della città fu Ercole, che, giunto a Sezze dopo aver vinto i Lestrigoni, una popolazione che si suppone fosse stanziata nel basso Lazio, si congiunse con una vergine del luogo dando alla luce il Faustus, eroe minore di cui si ha testimonianza nella poesia apocrifa del ciclo epico. Lo stemma della città raffigura il leone nemeo, della cui pelle Ercole si fregiava, che regge una cornucopia ricolma di frutti, con intorno la scritta, nella forma di un esametro leonino in latino, SETIA PLENA BONIS GERIT ALBI SIGNA LEONIS ("Sezze piena di beni porta l'insegna del bianco leone").
L'antico nome del paese (Setia) viene così collegato a seta (o saeta), in riferimento alle setole del leone nemeo.
A Sezze venne creata una colonia latina circa nel 382 a.C. nel mezzo del territorio dei Volsci, atta alla difesa contro di questi. Nel 341 a.C. uno dei due praetores a capo dell'esercito della Lega latina era Lucio Annio di Setia. Nel 340 a.C. la città partecipò alla rivolta latina terminata con la battaglia di Trifano e la sconfitta della lega. Nel 209 a.C. fu tra le dodici città latine che si dichiararono impossibilitate a fornire truppe a Roma per contrastare Annibale e nel 198 a.C., dopo la seconda guerra punica, fu teatro di una rivolta di prigionieri cartaginesi coi relativi schiavi e, molto probabilmente, anche di schiavi già sfruttati nella produzione di vino. Durante la guerra civile tra Mario e Silla fu conquistata da Silla nell'82 a.C. Fu in seguito centro agricolo e sede di diverse ville. Viene citata da Marziale, Giovenale e Cicerone soprattutto per il suo vino. A proposito di questo, Plinio il Vecchio ricorda come il vino di Sezze fosse il preferito di Augusto e di diversi suoi successori ed accenna a sue proprietà benefiche.
Si ritiene che Sezze abbia dato i natali a Gaio Valerio Flacco, poeta latino di I secolo d.C. autore del poema epico Argonautica. Diversi manoscritti del poema, infatti, recano un Setinus Balbus che secondo alcuni va integrato nel nome del poeta, identificandolo come setino. Un poeta di nome Flacco è citato anche da Marziale fra i propri amici e però identificato come padovano, ma probabilmente si tratta di due persone diverse.
Durante l'Alto Medioevo sopravvisse grazie alla sua posizione fortificata e nel 956 si organizzò come libero comune. A partire dal 1046 circa è da segnalare l'opera del monaco benedettino Lidano d'Antena (1026-1118), che edificò il monastero di Santa Cecilia e provvide alla bonifica del territorio circostante: dopo la sua morte venne canonizzato ed eletto patrono della città e della diocesi. A Sezze, in questo periodo, risiedettero brevemente i papi Gregorio VII (1073), Pasquale II (1116) e Lucio III (1182). Si trovò spesso in conflitto con i comuni confinanti (Carpineto, Bassiano, Priverno e Sermoneta). Nel 1381 passò in potere della famiglia Caetani, che ne fu scacciata da una rivolta dodici anni dopo.
La popolazione fu fortemente colpita dalla peste del 1656 e dalle scorrerie di spagnoli e austriaci. Nel 1690 vi fu fondata la Accademia scientifica letteraria degli Abbozzati, che fu riconosciuta come colonia arcadica dalla Accademia dell'Arcadia di Roma.
Durante l'occupazione napoleonica, a partire dal 1798, la popolazione scacciò la guarnigione francese. Goethe cita rapidamente Sezze nel suo Viaggio in Italia, avendola incontrata nel suo itinerario nella campagna di Roma. Il paese, come molti altri dell'area pontina, fu interessato dal brigantaggio postunitario e nel 1866, in un battaglione di zuavi pontifici inviato sul luogo, trovò rifugio John Surratt, l'unico tra gli assassini di Lincoln che riuscì sfuggire alla cattura. Nel 1870, dopo la presa di Roma, Sezze entrò a far parte del Regno d'Italia. Il paese fu duramente colpito dall'epidemia di influenza spagnola del 1918, a seguito della quale nel comune fu istituita la Colonia Agricola Pontina. Negli anni Trenta, nella pianura di Sezze ebbe sede un campo di volo a vela in cui nel 1939 si svolsero delle prove di valutazione per gli alianti da usare durante le Olimpiadi di Tokyo del 1940, che poi non si tennero a causa della guerra.
Nel 1944 l'abitato fu sottoposto a diversi bombardamenti, che colpirono duramente, fra l'altro, le chiese di San Sebastiano e Rocco, rasa al suolo e mai più ricostruita, e di Sant'Andrea; nel bombardamento che colpì quest'ultima chiesa, il 21 maggio 1944, morirono 71 persone. Come numerosi comuni pontini e del frusinate, dopo l'arrivo degli Alleati anche Sezze fu vittima delle cosiddette marocchinate.
Il 28 maggio 1976, durante un comizio che si teneva nel paese, il giovane sezzese Luigi Di Rosa, militante del PCI, rimase ucciso in una sparatoria in cui fu implicato il deputato del MSI Sandro Saccucci, in un episodio che si può iscrivere agli anni di piombo.

### Famiglie nobili
Sezze registra un fenomeno non insolito a molte città antiche: se, da un lato, vediamo famiglie locali "conquistare" notorietà e visibilità, d'altro canto, il centro lepino - per via di alleanze matrimoniali, di passaggi di eredità o di interessi più vari - diviene luogo di nuove "immissioni".
Così, nei secoli, a Sezze presero dimora i Brancaleone (di Sezze molti storici ritengono il cardinale Leone, ricordato dalle fonti francescane come protettore di san Francesco d'Assisi); gli Annibaldi, estinti nel XV secolo; da Gaeta vi si trasferirono i Castagna, estinti nel 1707; i Cerroni sembrano invece essere una famiglia locale, così come i Ciammaruconi/e (ebbero il primo storico della città, un governatore a Rieti, un segretario della sacra Congregazione dei riti); i Colanardi, i Contugi (trapiantativisi da Volterra; da Cori (ma con origini emiliane) provenivano i Corradini (il cui più illustre rappresentante fu il cardinale Pietro Marcellino); i de Astis; i Pacifici (estinti del XIX secolo); i de Magistris, estinti nel 1820; da Sonnino provenivano i de Ovis, estinti nel 1782 nei Casali Del Drago; i Valletta, finiti poi nei Gabrielli di Gubbio; i de Rossi, il ramo setino dei Frangipane, estinto nel XVI secolo; i Gigli; più scarne notizie si hanno degli Ignazi, dei Novi, dei Raynaldi (che peraltro hanno un cardinale, Roberto), dei Pagani (rappresentati anch'essi in maniera eminente dal cardinale Pagano e da Marco, canonico lateranense), dei Pane e dei Pyletta; di notevole consistenza la storia dei Normisini e dei Pilorci. Gli Iucci discendenti da Stefano e figli di Domenico, per il ramo di Tommaso si sono estinti nel XX secolo nella famiglia Santoro Cayro, e per il ramo di Stefano si sono successivamente trasferiti prima a Sonnino e poi a Littoria oggi Latina; vivono da anni a Roma i marchesi Rappini di Casteldelfino, giunti in città con la bonifica piana del secolo XVIII, e i nobili Tuccimei di Sezze (trasferiti a Roma nel XVIII secolo).

### Simboli

Il gonfalone comunale

Lo stemma è stato riconosciuto con decreto del Capo del Governo del 5 febbraio 1937 e così descritto:
(DCG del 5 febbraio 1937)
Lo stemma è solitamente rappresentato come un rettangolo con gli angoli rientranti, evocante lo scudo delle legioni romane, con il campo di rosso, al leone rampante recante tra gli artigli una cornucopia ricolma dei beni della terra, e incorniciato da una ghirlanda d'alloro e dall'iscrizione latina: Setia plena bonis – gerit albi signa leonis ("Sezze piena di beni, porta le insegne del bianco leone"). La leggenda vuole che si tratti del Leone Nemeo dalle cui setole della criniera deriverebbe l'antico nome del paese: Setia. In realtà la figura del leone, come in molti altri casi, alluderebbe alla condizione di città autonoma la cui dipendenza dal Pontefice era sottolineata dalle due chiavi decussate poste un tempo in capo al sigillo comunale.
Il gonfalone è un drappo di azzurro.

## Monumenti e luoghi d'interesse

### Architetture religiose

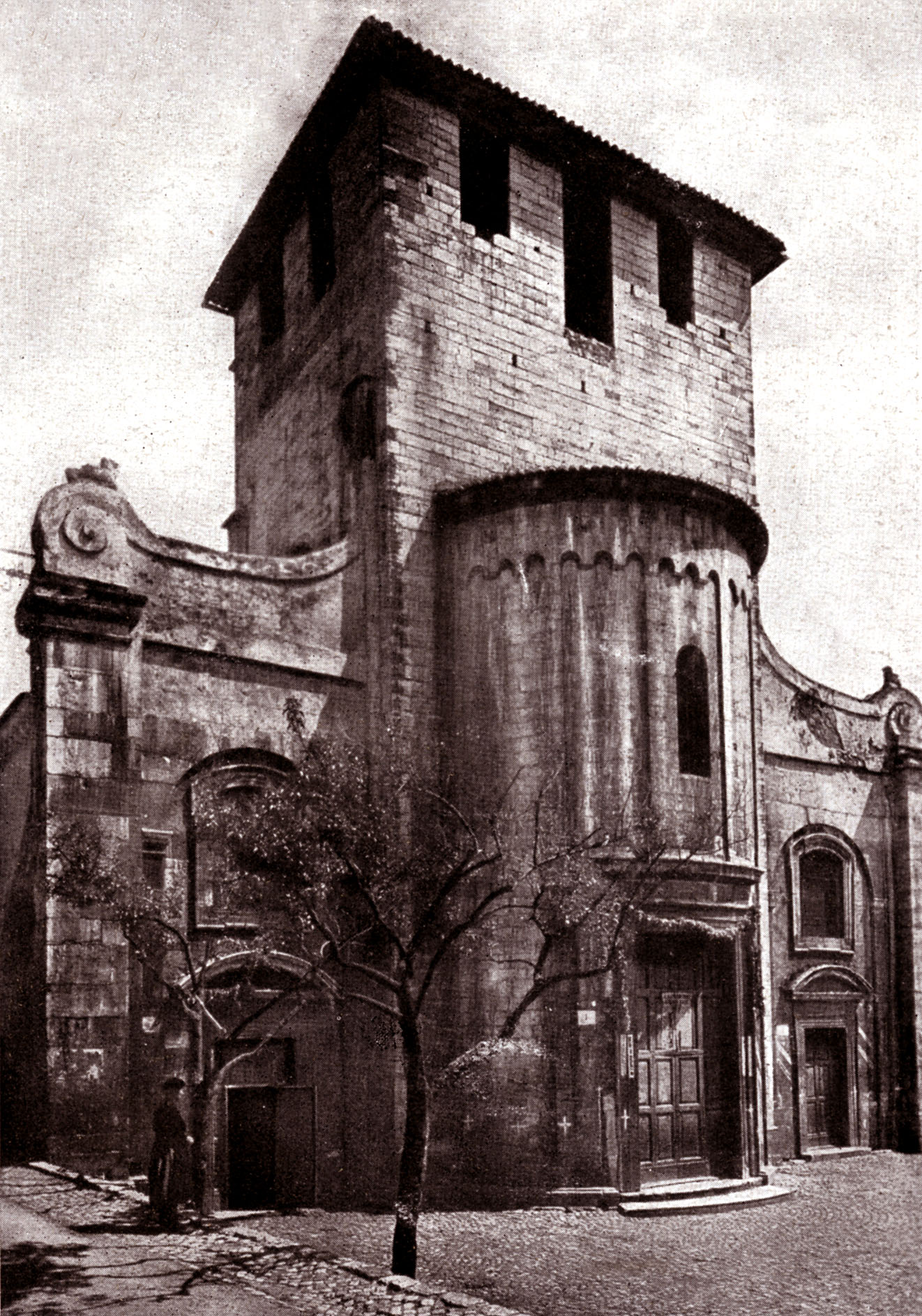
Il Duomo in una foto del 1930

- Basilica concattedrale parrocchiale di Santa Maria;
- Chiesa parrocchiale dei Santi Sebastiano e Rocco ai Colli;
- Chiesa della Sacra Famiglia (detta del Bambin Gesù), annessa al Conservatorio "Corradini";
- Chiesa di Sant'Andrea;
- Chiesa di Sant'Anna;
- Chiesa di San Bartolomeo (detta anche di Sant'Antonio);
- Chiesa di Santa Chiara;
- Chiesa di San Francesco (detta anche di San Giuseppe);
- Chiesa parrocchiale di San Francesco Saverio (detta Chiesa Nuova);
- Chiesa di San Lorenzo;
- Chiesa parrocchiale di San Lorenzo a Crocemoschitto;
- Chiesa di Santa Lucia;
- Chiesa parrocchiale di Santa Lucia;
- Chiesa di Santa Maria delle Grazie, annessa al Cimitero comunale;
- Chiesa di Santa Parasceve;
- Chiesa parrocchiale dei Santi Pietro e Paolo (detta di San Pietro);
- Chiesa parrocchiale di San Carlo da Sezze;
- Cappellania di San Lidano abate;
- Chiesa della Madonna della Pace (XVII secolo), oggi non più in uso;
- Palazzo del Seminario minore;
- Palazzo del Vescovado, oggi abitazione privata.

### Architetture civili
- Palazzo Calabresi (già sede dell'Accademia degli Addormentati);
- Palazzo De Magistris (oggi sede del Comune);
- Palazzo de Ovis;
- Palazzo Iucci-Santoro;
- Palazzo Pontini;
- Palazzo Normisini;
- Palazzo Rappini;

### Architetture militari
- Mura poligonali (del IV secolo a.C.);
- Torre della famiglia Pagano.

### Altro
- Statua raffigurante San Carlo da Sezze[23]

### Siti archeologici
- Villa Romana [senza fonte]
- Fosso Brivolco, impronte di dinosauri risalenti all'era mesozoica[24][25]
- grotta Vittorio Vecchi, al suo interno furono recuperati 40 scheletri del II secolo a.c.[26]

## Società

### Evoluzione demografica
Abitanti censiti

### Etnie e minoranze straniere
Al 31 dicembre 2022 la popolazione straniera è di 3.735, pari al 15,57% della popolazione.

### Lingue e dialetti
Il dialetto setino rientra tra i caratteristici dialetti dei Monti Lepini, saldamente ricadenti nel gruppo dei dialetti italiani mediani e nel sottogruppo laziale centro-meridionale.
In esso rileviamo assai chiaramente molti termini tipici delle parlate dei Monti Lepini, come ad esempio adecco ('qui), ngìma ('sopra', su), mammòccio ('ragazzo', 'bambino'). Ben rilevabile è la palatalizzazione del suono della doppia l (ad esempio béglio = bello, uìcogli = vicoli) che ritroviamo anche nel Lazio "borbonico"; vari fenomeni fonetici e di intonazione distinguono tuttavia con chiarezza la parlata sezzese da quella dei centri limitrofi. Spiccate sono le palatalizzazioni che interessano le consonanti occlusive c, g, t, d quando esse sono seguite dal suono i (bégli, 'belli', brucculitti pronunciato /brukkulˈittʲi/ e normalmente scritto brucculicchi, 'broccoletti').
Nel dialetto si rileva la metafonesi "sabina", con, ad esempio cóglio per collo e l'opposizione fra maschile e femminile, negli aggettivi, marcata da differenze di timbro (ad esempio buono al maschile è bóno con la vocale chiusa ma al femminile è bòna, con la vocale aperta). Si registrano anche fenomeni di metafonesi nel passaggio da singolare a plurale e nella coniugazione verbale (di solito per la presenza di un i finale, ad esempio métto, 'io metto', ma mitti, 'tu metti', di solito scritto micchi per la palatalizzazione dovuta ad i). La /e/ finale dei maschili è sostituita con /o/ per analogia (ad esempio leóno, 'leone'). In alcuni verbi di uso ad alta frequenza si assiste nel presente indicativo alla caduta del gruppo nn (derivato da nt del latino) nella terza persona plurale (ad esempio fào, 'fanno', m'ao dìtto, 'mi hanno detto', stào, 'stanno' ). Tutti i verbi formano i tempi composti esclusivamente con l'utilizzo dell'ausiliare essere, ma alla terza persona del singolare e plurale del passato remoto si usano due forme, ha ed ào, derivate dal verbo avere altrimenti assente (ad esempio tè so parlàto, 'ti ho parlato', mé su vìsto, 'mi hai visto' e però ha ditto, 'ha detto', ào tóto, 'hanno preso'). Per il resto, come è comune nei dialetti meridionali, il verbo avere non esiste ed è sostituito dalle voci del verbo tenere.
Infine, il dialetto di Sezze, assieme a quello di Pisterzo, è l'unico della Provincia di Latina ove non è presente la v e al suo posto si trova la u semivocalica, caratteristica tipica anche di parte dei comuni dell'attuale Provincia di Frosinone (ad esempio uìa 'via', uedéua, 'io vedevo' o anche 'egli vedeva').Si possono rilevare poi altri esiti (ad esempio meméteca, 'mimetica', dove l'originaria i breve del latino, in posizione successiva all'accento, passa ad e a differenza dell'italiano standard ma in analogia a molti dialetti meridionali). Per certi versi questo dialetto può sembrare avvicinarsi più all'area di Frosinone che non a quella lepina vera e propria, soprattutto ad un primo ascolto.
L'influsso della parlata romanesca è pressoché inesistente se si escludono le giovanissime generazioni; in esse l'influsso è comunque mutuato attraverso la parlata urbana di Latina.

### Tradizioni e folclore
- Sacra rappresentazione della passione di Cristo: è una rappresentazione teatrale itinerante con attori e figuranti locali che si svolge dal Medioevo, la sera del venerdì santo; ebbe nuovo impulso a partire dal 1933 per opera dell'avvocato setino Filiberto Gigli e di Marcello Govoni, regista del teatro dell'Opera di Roma, città in cui la rappresentazione è anche stata messa in scena "in trasferta" in occasione dell'anno santo del 1950 e del 2000;[29]
- Fiera della Croce: si tiene il 3 maggio di ogni anno in concomitanza della festa della santa Croce (la data scelta è quella che segue l'antica usanza gallicana; oggi l'esaltazione della Santa Croce si tiene invece a settembre);[30]
- Festa dei Santi Patroni: si celebra sin dal Medioevo il 2 luglio, nella ricorrenza di san Lidano, accanto a cui oggi si festeggia anche san Carlo (la cui ricorrenza è però il 6 gennaio);
- Fiera di san Luca: si tiene ogni 18 ottobre e rappresenta l'evento anticamente più importante per il paese, dedicato all'originario Santo patrono, poi sostituito da san Lidano.[30]

### Istituzioni, enti e associazioni
Sezze è sede di numerose confraternite cattoliche.
- Orazione e Morte di Gesù ("Buona Morte"): si occupava di dare sepoltura ai morti fuori città e aveva la sede nella chiesa collegiata dei Santi Sebastiano e Rocco, distrutta nella seconda guerra mondiale; successivamente si trasferì nella chiesa di Sant'Anna, dove risiede tuttora.
- Santissimo Cuore di Gesù ("Sacconi"), fondata nel 1745 da san Leonardo da Porto Maurizio; fu creata per aiutare le classi meno agiate; ha sede nella chiesa parrocchiale dei Santi Pietro e Paolo.
- Santissimi Nomi di Gesù e Maria, già esistente nel 1590, aveva sede nella omonima chiesa, pur conservando la sua sede giuridica nella cappella del Santissimo Salvatore, all'interno della basilica cattedrale di Santa Maria.
- Santissimo Rosario, già esistente nel 1581, ha sempre avuto sede nel palazzo dei Canonici.
- Santissimo Sacramento, già esistente nel 1560, sembra essere la più antica di Sezze; ebbe sede nella cappella del Santissimo Sacramento in cattedrale, per poi trasferirsi nel palazzo dei Canonici.
- San Francesco Saverio, eretta molto probabilmente dai Gesuiti del locale collegio, provvedeva all'istruzione religiosa dei suoi aderenti; ha sede in cattedrale, presso il palazzo dei Canonici.

## Cultura

### Istruzione

#### Archivi
- Archivio capitolare della cattedrale (Palazzo dei Canonici - piazza del Duomo, 1);
- Archivio storico comunale (Antiquarium comunale - largo B. Buozzi, 1).

#### Biblioteche
- Biblioteca capitolare della cattedrale (Palazzo dei Canonici - piazza del Duomo, 1);
- Biblioteca comunale (Palazzo della cultura "Don Titta Zarra" - piazza Margherita di Savoia, 3).

#### Scuole
A Sezze si trovano le scuole elementari del 1° e del 2° Circolo, le medie inferiori, con istituto statale Pacifici e De Magistris e le medie superiori, con l'Istituto statale I.S.I.S.S. Pacifici e De Magistris comprensivo di Liceo classico, Liceo scientifico, Liceo delle scienze sociali, Istituto Tecnico Commerciale, Istituto alberghiero.
Inoltre a Sezze si trovano la Scuola dell'infanzia paritaria e la Scuola primaria paritaria Bambin Gesù.

#### Musei
- Museo archeologico (largo B. Buozzi, 1);
- Museo diocesano d'arte sacra (Palazzo dei Canonici - piazza del Duomo, 1).
- Museo del giocattolo[31]

### Cucina
La produzione culinaria setina è particolarmente ricca di pizze e dolci, alcuni dei quali sono elencati di seguito:
- la Pizza a gli soio, preparata con farina di frumento e gialla di mais, acqua calda, sale e lievito di birra;
- la Pizza al mattone, preparata con farina gialla di mais, acqua calda e sale. Questa pizza si accompagna tradizionalmente con i broccoletti sezzesi Sini;
- il pane casareccio, lavorato ancora in maniera artigianale e distribuito anche nei comuni limitrofi;
- la Caciata, preparata con una sfoglia di pasta frolla ottenuta mescolando uova zucchero, strutto, buccia grattata di limone e farina con un ripieno di ricotta mescolata a uova e zucchero;
- le Crostatine di visciole, che sono pasticcini di pasta frolla ripieni di visciole;
- le Paste di viscioli, di farina, uova, strutto, buccia di limone grattugiata e zucchero;
- le Pagnottelle gli saluatoro, ottenute cuocendo al forno un impasto morbido di farina, uova, lievito di birra, olio, acqua, buccia di limone grattugiata, sambuca e zucchero;
- gli Spaccaregli, dolcetti di farina, zucchero, strutto e lievito, buccia di limone grattugiata e latte;
- il Tortolo, preparato con farina, uova, acqua, lievito di birra, olio, buccia di limone grattugiata, zucchero e sambuca;
- i Biscotti al limone, fatti con uova, lievito, zucchero, strutto, buccia grattata di limone e farina;
- le Ciammelle d'acqua, ottenute cuocendo al forno un impasto di farina, acqua, olio zucchero;
- le Paste di mandorle, preparate mescolando farina di mandorle dolci, piccole quantità di mandorle amare, zucchero, albume d'uovo e farina di frumento, da cuocere al forno;
- le Zippole, frittelle di farina, uova, zucchero, sale, uvetta e pinoli ricoperte di miele;
- le Castagne stampate, cotte a lungo a fuoco lento in acqua salata con foglie di alloro, da gustare calde;
- la bazzoffia, una zuppa di verdure e pane raffermo.

## Economia
L'economia setina è fondamentalmente ancora basata sull'agricoltura, e in particolare su prodotti stagionali quali:
- il carciofo sezzese (IGP o "indicazione geografica protetta"), la cui raccolta inizia già a fine gennaio;
- i broccoletti Sini, che si raccolgono tra gennaio e febbraio;
- i pomodori;
- le visciole dei Monti Lepini, ciliegie di piccole dimensioni, dal gusto asprigno;
- il Kiwi Latino, variante Hayward, che si comincia a raccogliere a fine ottobre.

A questi si aggiunge l'allevamento e la produzione di latte di bufala e di mozzarelle di bufala (il territorio setino, in quanto parte della provincia di Latina, risulta nelle zone DOP per questo prodotto),il vino e l'olio extra vergine di oliva “Latino”.
Tra le attività economiche più tradizionali e rinomate vi sono anche quelle artigianali, come la lavorazione e l'arte del ferro e del ricamo.
Sezze ha fatto parte del territorio per il quale erano previste le agevolazioni della Cassa del Mezzogiorno, che ha favorito l'impianto nella zona di stabilimenti industriali di grandi aziende, una di queste è la Colonia Agricola Pontina. Dopo la chiusura della Cassa del Mezzogiorno (1984), gli stabilimenti sono stati progressivamente abbandonati.
Di seguito la tabella storica elaborata dall'Istat a tema Unità locali, intesa come numero di imprese attive, ed addetti, intesi come numero addetti delle unità locali delle imprese attive (valori medi annui).
|        | 2015                  |                              |                            |                |                       |                     | 2014                  |                | 2013                  |                |
| ------ | --------------------- | ---------------------------- | -------------------------- | -------------- | --------------------- | ------------------- | --------------------- | -------------- | --------------------- | -------------- |
|        | Numero imprese attive | % Provinciale Imprese attive | % Regionale Imprese attive | Numero addetti | % Provinciale Addetti | % Regionale Addetti | Numero imprese attive | Numero addetti | Numero imprese attive | Numero addetti |
| Sezze  | 1.135                 | 2,89%                        | 0,25%                      | 2.727          | 2,23%                 | 0,18%               | 1.164                 | 2.734          | 1.133                 | 2.821          |
| Latina | 39.304                |                              | 8,43%                      | 122.198        |                       | 7,75%               | 39.446                | 120.897        | 39.915                | 123.310        |
| Lazio  | 455.591               |                              |                            | 1.539.359      |                       |                     | 457.686               | 1.510.459      | 464.094               | 1.525.471      |

Nel 2015 le 1.135 imprese operanti nel territorio comunale, che rappresentavano il 2,89% del totale provinciale (39.304 imprese attive), hanno occupato 2.727 addetti, il 2,23% del dato provinciale (122.198 addetti); in media, ogni impresa nel 2015 ha occupato due persone (2,4).

## Infrastrutture e trasporti

### Ferrovie

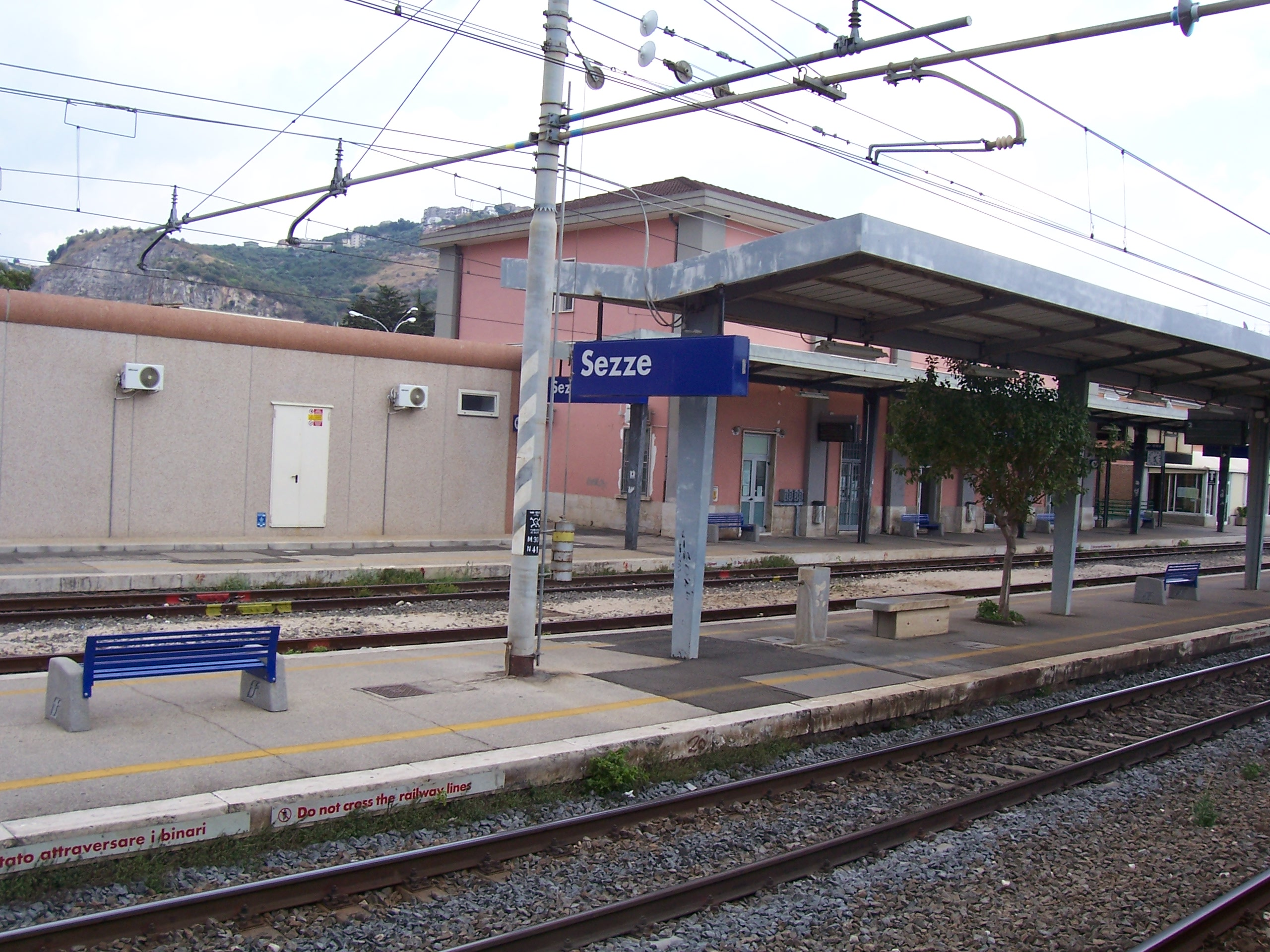
Stazione ferroviaria di Sezze

Sezze è servita dalla ferrovia Roma-Formia-Napoli. La sola stazione, sita nella frazione di Sezze Scalo, porta il nome di Sezze Romano, ancora in uso nei quadri orari e negli annunci, con un aggettivo che fu aggiunto per differenziarla da quella dell'allora Sezzè, cosa che crea talvolta ambiguità, chiamandosi il paese semplicemente Sezze.
La stazione di Sezze ha carattere secondario ed è munita di 6 binari gran parte dei quali inutilizzati, in ragione del fatto che fino agli anni Sessanta era stazione di diramazione con le linee verso Velletri e Priverno, oggi soppresse.

## Amministrazione
Nel 1934 Sezze passò dalla provincia di Roma alla nuova provincia di Littoria, costituita dal governo fascista dell'epoca.
| Periodo          | Periodo          | Primo cittadino       | Partito         | Carica                  | Note   |
| ---------------- | ---------------- | --------------------- | --------------- | ----------------------- | ------ |
| 1946             | 1948             | Ovidio De Angelis     | PSI             | Sindaco                 |        |
| 1948             | 1954             | Italo Ficacci         | PCI             | Sindaco                 |        |
| 1954             | 1961             | Mario Berti           | PCI             | Sindaco                 |        |
| 1961             | 1964             | Alessandro Di Trapano | PCI             | Sindaco                 |        |
| 1964             | 1970             | Ennio Di Rosa         | PCI             | Sindaco                 |        |
| 1970             | 14 luglio 1990   | Alessandro Di Trapano | PCI             | Sindaco                 |        |
| 14 luglio 1990   | 23 marzo 1994    | Antonio Maurizi       | PSI             | Sindaco                 |        |
| 29 marzo 1994    | 23 agosto 1994   | Fausto De Angelis     | PDS             | Sindaco                 |        |
| 23 agosto 1994   | 21 novembre 1994 | Anna Maria Perillo    |                 | Commissario Prefettizio |        |
| 20 novembre 1994 | 29 novembre 1998 | Giancarlo Siddera     | PDS             | Sindaco                 |        |
| 29 novembre 1998 | 25 maggio 2003   | Giancarlo Siddera     | PDS             | Sindaco                 |        |
| 25 maggio 2003   | 21 aprile 2006   | Lidano Zarra          | lista civica    | Sindaco                 | [ 37 ] |
| 21 aprile 2006   | 27 maggio 2007   | Leopoldo Falco        |                 | Commissario Prefettizio |        |
| 27 maggio 2007   | 6 maggio 2012    | Andrea Campoli        | centro-sinistra | Sindaco                 |        |
| 6 maggio 2012    | 12 giugno 2017   | Andrea Campoli        | PD              | Sindaco                 |        |
| 12 giugno 2017   | 21 marzo 2021    | Sergio Di Raimo       | PD              | Sindaco                 | [ 38 ] |
| 21 marzo 2021    | 18 ottobre 2021  | Raffaele Bonanno      |                 | Commissario Prefettizio |        |
| 18 ottobre 2021  | in carica        | Lidano Lucidi         | lista civica    | Sindaco                 |        |

### Gemellaggi
- Kozármisleny, dal 2004
- Lioni[39]

### Altre informazioni amministrative
- Fa parte della Comunità Montana dei Monti Lepini Ausoni;
- Con il Decreto del Capo del Governo 2 febbraio 1937 venne insignita del titolo di Città.

## Sport

### Arti marziali
- Tae Kwon Do: Team Tarantino associato alla provincia di Latina;
- Karate: "Wa" shito ryu Sezze;
- Karate: "Gokuhi Okuden Karate Do" shoto kan Sezze scalo.

### Atletica leggera
- Atletica: A.S. Atletica Setina;
- Atletica: Nuova Atletica Studentesca Sezze.

### Calcio
- A.S.D.Vis Sezze, che, nel campionato 2022-23, milita nel campionato maschile di Eccellenza;[40]
- A.S.D. La Setina 1963, che, nel campionato 2019-20, milita nel campionato maschile di Seconda Categoria.[41]

### Ciclismo
- Ciclismo:"A.S.D. Il Pirata", squadra di ciclismo molto nota a livello giovanile e amatoriale.

### Ginnastica
- Ginnastica ritmica: "A.S.D. Ritmicando Setina, molto nota a livello giovanile.

### Pallacanestro
- Basket: STS Basket, che partecipa al Campionato provinciale Under 13, Under 15 ed Under 19.

### Pallavolo
- Pallavolo: A.S.D. Nuova Pallavolo Sezze.